# (117596) Richardkuhns
(117596) Richardkuhns est un astéroïde de la ceinture principale.

## Description
(117596) Richardkuhns est un astéroïde de la ceinture principale. Il fut découvert le 4 mars 2005 au Mont Lemmon par le programme de relevé astronomique Mount Lemmon Survey. Il présente une orbite caractérisée par un demi-grand axe de 2,78 UA, une excentricité de 0,02 et une inclinaison de 4,6° par rapport à l'écliptique.